# کیریارکی
کیریارکی (انگلیسی: Kyriarchy) یک نظام اجتماعی یا مجموعه‌ای از سیستم‌های اجتماعی مرتبط است که حول سلطه، ستم و تسلیم ساخته شده است. این کلمه توسط الیزابت شوسلر فیورنزا در سال ۱۹۹۲ ابداع شد، تا نظریه خود را در مورد سیستم‌های به هم پیوسته، متقابل و خودگسترش‌کننده سلطه و تسلیم توصیف کند، که در آن ممکن است یک فرد در برخی روابط تحت ستم و در برخی دیگر از اقتدار برخوردار باشد. این مفهوم یک بسط متقاطع از ایده پدرسالاری فراتر از جنسیت است. کیریارکی شامل جنسیت‌گرایی، نژادپرستی، توانایی، سن‌گرایی، یهودی‌ستیزی، اسلام‌هراسی، کاتولیسیزم‌ستیزی، همجنس‌گراهراسی، تراجنسیت‌هراسی، انگ اجتماعی چاقی، تبعیض طبقاتی، بیگانه‌هراسی، عدالت اقتصادی، استعمار، نظامی‌گری، قوم‌گرایی، زبان‌گرایی و دیگر گونه‌ها است. سلسله مراتب مسلط که در آن تبعیت یک فرد یا گروه به دیگری درونی و نهادینه شده است.

## نام‌شناسی
این اصطلاح توسط الیزابت شوسلر فیورنزا در سال ۱۹۹۲ هنگامی که کتاب خود را منتشر کرد ساخته شد. او گفت: شیوه‌های فمینیستی تفسیر کتاب مقدس، به انگلیسی ابداع شده است. از کیریروس (kyrios؛ به یونانی: κύριος) به معنی «ارباب» و (árcho؛ به یونانی: ἄρχω) به معنی «رهبری» و» حکومت» مشتق شده است. کلمه kyriarchy (به یونانی: κυριαρχία؛ kyriarchia) قبلاً در یونانی جدید وجود داشت و به معنای «حاکمیت» است.

## مورد استفاده
این اصطلاح ابتدا در چارچوب گفتمان الهیاتی فمینیستی توسعه یافت و در برخی از حوزه‌های دانشگاهی دیگر به‌عنوان توصیف‌گر غیرجنسیتی از نظام‌های قدرت، در مقابل پدرسالاری، استفاده شده است. همچنین در خارج از زمینه‌های علمی نیز استفاده می‌شود.
بهروز بوچانی، پناهجوی کُرد ایرانی، زندان جزیره مأنوس که توسط استرالیا اداره می‌شود را به‌عنوان یک نظام پادشاهی توصیف کرده است: نظامی که در آن اشکال مختلف ظلم تلاقی می‌کنند. ظلم تصادفی نیست، بلکه هدفمند است و برای منزوی ساختن و ایجاد اصطکاک بین زندانیان طراحی شده است، که منجر به ناامیدی و شکست روحی می‌شود. او این موضوع را در شرح زندگی‌نامه خود از زندان، هیچ دوستی به جز کوهستان، توضیح می‌دهد.

## موقعیت‌های ساختاری
شوسلر فیورنزا «قشربندی‌های متقابل جنسیت، نژاد، طبقه، مذهب، دگرجنس‌گرایی و سن» را به‌عنوان موقعیت‌های ساختاری که در بدو تولد تعیین می‌شوند، توصیف می‌کند. او پیشنهاد می‌کند که افراد در چندین موقعیت زندگی می‌کنند، و موقعیت‌های دارای امتیاز به نقاط گره‌ای تبدیل می‌شوند که از طریق آن موقعیت‌های دیگر تجربه می‌شوند. برای مثال، در شرایطی که جنسیت موقعیت ممتاز اولیه است (مانند پدرسالاری، مادرسالاری)، به نقطه گره‌ای تبدیل می‌شود که از طریق آن جنسیت، نژاد و طبقه تجربه می‌شود. در شرایطی که طبقه موقعیت ممتاز اولیه است (یعنی طبقه‌گرایی)، جنسیت و نژاد از طریق پویایی طبقاتی تجربه می‌شوند. فیورنزا تأکید می‌کند که این نظام سلسله‌مراتبی نیست، زیرا بر یک نقطه سلطه تمرکز نمی‌کند. در عوض، آن را به‌عنوان یک «سیستم هرمی پیچیده» توصیف می‌کنند که در آن کسانی که در پایین هرم هستند «قدرت کامل ستم‌شاهی» را تجربه می‌کنند. حکومت پادشاهی به‌عنوان وضعیت موجود شناخته می‌شود، بنابراین ممکن است ساختارهای ظالمانه آن به‌رسمیت شناخته نشود.
برای حفظ این نظام، حکومت سلطنتی بر ایجاد طبقه خدمتکار، نژاد، جنسیت یا مردم تکیه دارد. جایگاه این طبقه از طریق «آموزش، اجتماعی شدن و خشونت وحشیانه و عقلانی‌سازی مردانه» تقویت می‌شود. ترودکالنز پیشنهاد می‌کند که این ساختارهای ستم با ظلم درونی‌شده خودپایدار هستند. کسانی که قدرت نسبی دارند تمایل دارند در قدرت باقی بمانند، درحالی‌که کسانی که بدون قدرت هستند تمایل دارند که از حق رأی خود محروم بمانند. علاوه بر این، ساختارهای ظلم تقویت می‌شوند و از یکدیگر تغذیه می‌کنند.

## برای مطاله بیشتر
- Giannacopoulos, M. "Kyriarchy, Nomopoly, and Patriarchal White Sovereignty." Biography, (2020) 43(4), 736–747. doi:10.1353/bio.2020.0104doi:10.1353/bio.2020.0104
- Thompson, Margaret Susan. "Circles of sisterhood: formal and informal collaboration among American nuns in response to conflict with Vatican Kyriarchy." Journal of feminist studies in religion 32.2 (2016): 63-82.
- Thompson, Margaret Susan. "Sacraments as Weapons: Patriarchal Coercion and Engendered Power in the Nineteenth-Century Convent." Journal of Feminist Studies in Religion 38.2 (2022): 89-104.